# The Protector
Pour les articles homonymes, voir Protector.
The Protector est une série télévisée américaine en treize épisodes de 42 minutes créée par Michael Nankin et diffusée entre le 12 juin et le 19 septembre 2011 sur Lifetime et à partir du 13 septembre 2011 sur CTV Two au Canada.
Cette série est inédite dans les pays francophones.
Le 8 septembre 2011, Lifetime annule la série à la suite d'audiences en baisse.

## Distribution

### Acteurs principaux
- Ally Walker : Gloria Sheppard
- Tisha Campbell-Martin : Michelle Dulcett
- Miguel Ferrer : Lieutenant Felix Valdez
- Chris Payne Gilbert (en) : Davey Sheppard, frère de Gloria
- Terrell Tilford (en) : Ramon « Romeo » Rush
- Thomas Robinson : Leo Sheppard, jeune fils de Gloria
- Sage Ryan : Nick Sheppard, fils de Gloria

### Acteurs secondaires
- Larry Joe Campbell : Détective Buerge
- James Hanlon : Détective Van Stone

## Épisodes
1. Titre français inconnu (Pilot)
2. Titre français inconnu (Help)
3. Titre français inconnu (Class)
4. Titre français inconnu (Spoon)
5. Titre français inconnu (Revisions)
6. Titre français inconnu (Beef)
7. Titre français inconnu (Wings)
8. Titre français inconnu (Bangs)
9. Titre français inconnu (Affairs)
10. Titre français inconnu (Rats)
11. Titre français inconnu (Blood)
12. Titre français inconnu (Ghosts)
13. Titre français inconnu (Safe)